# Thomas Lurz
Thomas Lurz, född 28 november 1979 i Würzburg, är en tysk idrottare som tävlar i öppet vatten-simning. Han är flerfaldig världsmästare och har dessutom vunnit en silver- och en bronsmedalj i olympiska sommarspelen.
Bredvid idrotten är Lurz soldat i Bundeswehr.

### Fotnoter
1. ↑  ”Thomas Lurz Bio, Stats, and Results - Olympics at Sports.reference.com”. sportsreference.com. Sportsreference. Arkiverad från originalet den 30 september 2015. https://web.archive.org/web/20150930120124/http://www.sports-reference.com/olympics/athletes/lu/thomas-lurz-1.html. Läst 1 december 2015.